# Campeonato Sul-Americano de Clubes de Voleibol Masculino de 2017
O Campeonato Sul-Americano de Clubes de Voleibol Masculino de 2017 foi a décima sétimo edição do torneio organizado anualmente pela CSV. Disputado entre os dias 21 e 25 de fevereirono Ginásio Poliesportivo Tancredo Neves, localizado em Montes Claros, cidade localizada no interior do Estado de Minas Gerais, no Brasil.
Participariam desta edição oito equipes de seis países sul-americanos, conforme confirmação no mês de janeiro, posteriormente houve a desistência de um clube.
A edição foi vencida pelo clube brasileiro Sada Cruzeiro que somou quatro títulos nesta competição
, e o ponteiro Yoandy Leal, atleta da equipe campeã, foi novamente eleito Melhor Jogador da edição.

## Formato de disputa
As sete equipes qualificadas foram dispostas em dois grupos de três e quatro equipes, correspondente a fase classificatória, na qual todas as equipes se enfrentaram entre si (dentro de seus grupos) em turno único. As duas primeiras colocadas de cada grupo se classificam para a fase semifinal, na qual se enfrentaram em cruzamento olímpico. Os times vencedores das semifinais se enfrentaram na partida final, que define o campeão; já as equipes derrotadas nas semifinais decidiram a terceira posição. As equipes eliminadas antes da fase semifinal disputaram o quinto lugar (3ºA x 3ºB), sendo o sétimo lugar destinado ao quarto colocado do grupo B.
Para a classificação dentre dos grupos na primeira fase, o placar de 3-0 ou 3-1 garantiu três pontos para a equipe vencedora e nenhum para a equipe derrotada; já o placar de 3-2 garantiu dois pontos para a equipe vencedora e um para a perdedora.

## Participantes
| Equipe              | País      | Forma de Classificação                                        | Títulos               |
| ------------------- | --------- | ------------------------------------------------------------- | --------------------- |
| Montes Claros Vôlei | Brasil    | Representante da Cidade-Sede                                  | 0 (não possui)        |
| Sada Cruzeiro       | Brasil    | Campeão da Superliga Brasileira de Voleibol Masculino 2015–16 | 3 (2012, 2014 e 2016) |
| Personal/Bolívar    | Argentina | Campeão do Torneio Classificatório Sul-Americano 2015-16      | 1 (2010)              |
| UPCN/San Juan       | Argentina | Campeão da Liga Argentina de Voleibol Masculino 2015-16       | 2 (2013 e 2015)       |
| CA Bohemios         | Uruguai   | Campeão da Super Liga Uruguaia de Voleibol 2016               | 0 (não possui)        |
| San Martín          | Bolívia   | Campeão da Liga Superior Boliviana de Voleibol 2016           | 0 (não possui)        |
| CD Unilever         | Peru      | Campeão da Liga Nacional Superior de Voleibol 2016            | 0 (não possui)        |

Nota

A Equipe convidada, USL Montjoly da Guiana, desistiu da participação alegando dificuldades financeiras, desfalcando o Grupo A

## Primeira fase
A confirmação dos clubes participantes foi divulgada no dia 19 de janeiro de 2017, pela CSV, inicialmente prevista para o período de 19 a 26 de fevereiro, posteriormente confirmado para 21 a 25 de fevereiro<

### Grupo A
Classificação
|  |                                      |
|  | Equipes classificadas às semifinais. |
|  | Equipe que disputará o quinto lugar. |

|     |                     |     | Jogos | Jogos | Jogos | Resultados | Resultados | Resultados | Resultados | Resultados | Resultados | Sets | Sets | Sets  | Pontos | Pontos | Pontos |
| Pos | Equipe              | Pts | T     | V     | D     | 3–0        | 3–1        | 3–2        | 2–3        | 1–3        | 0–3        | V    | P    | R     | V      | P      | R      |
| --- | ------------------- | --- | ----- | ----- | ----- | ---------- | ---------- | ---------- | ---------- | ---------- | ---------- | ---- | ---- | ----- | ------ | ------ | ------ |
| 1   | Sada/Cruzeiro       | 6   | 2     | 2     | 0     | 2          | 0          | 0          | 0          | 0          | 0          | 6    | 0    | MAX   | 150    | 99     | 1.515  |
| 2   | Montes Claros Vôlei | 3   | 2     | 1     | 1     | 1          | 0          | 0          | 0          | 0          | 1          | 3    | 3    | 1,000 | 134    | 110    | 1.218  |
| 3   | CA Bohemios         | 0   | 2     | 0     | 2     | 0          | 0          | 0          | 0          | 0          | 2          | 0    | 6    | 0,000 | 125    | 225    | 0.556  |

Resultados
| 21 de fevereiro de 2017 20:00 Relatório | Montes Claros Vôlei | 3 — 0             | CA Bohemios | Ginásio Poliesportivo Tancredo Neves, Montes Claros |
| 21 de fevereiro de 2017 20:00 Relatório | 25                  | Set 1 Set 2 Set 3 | 15 9 21     | Ginásio Poliesportivo Tancredo Neves, Montes Claros |

| 22 de fevereiro de 2017 20:00 Relatório | Sada Cruzeiro | 3 — 0             | Montes Claros Vôlei | Ginásio Poliesportivo Tancredo Neves, Montes Claros |
| 22 de fevereiro de 2017 20:00 Relatório | 25            | Set 1 Set 2 Set 3 | 21 23 15            | Ginásio Poliesportivo Tancredo Neves, Montes Claros |

| 23 de fevereiro de 2017 18:30 Relatório | Sada Cruzeiro | 3 — 0             | CA Bohemios | Ginásio Poliesportivo Tancredo Neves, Montes Claros |
| 23 de fevereiro de 2017 18:30 Relatório | 25            | Set 1 Set 2 Set 3 | 16 12       | Ginásio Poliesportivo Tancredo Neves, Montes Claros |

### Grupo B
Classificação
|  |                                      |
|  | Equipes classificadas às semifinais. |
|  | Equipe que disputará o quinto lugar. |

|     |                  |     | Jogos | Jogos | Jogos | Resultados | Resultados | Resultados | Resultados | Resultados | Resultados | Sets | Sets | Sets  | Pontos | Pontos | Pontos |
| Pos | Equipe           | Pts | T     | V     | D     | 3–0        | 3–1        | 3–2        | 2–3        | 1–3        | 0–3        | V    | P    | R     | V      | P      | R      |
| --- | ---------------- | --- | ----- | ----- | ----- | ---------- | ---------- | ---------- | ---------- | ---------- | ---------- | ---- | ---- | ----- | ------ | ------ | ------ |
| 1   | Personal/Bolívar | 9   | 3     | 3     | 0     | 3          | 0          | 0          | 0          | 0          | 0          | 9    | 0    | MAX   | 225    | 154    | 1.461  |
| 2   | UPCN/San Juan    | 6   | 3     | 2     | 1     | 1          | 1          | 0          | 0          | 0          | 1          | 6    | 4    | 1.500 | 232    | 203    | 1.143  |
| 3   | Unilever         | 3   | 2     | 1     | 1     | 1          | 0          | 0          | 0          | 0          | 1          | 3    | 3    | 1,000 | 208    | 2013   | 0.103  |
| 4   | San Martín       | 0   | 2     | 0     | 2     | 0          | 0          | 0          | 0          | 0          | 2          | 0    | 6    | 0,000 | 130    | 225    | 0.578  |

Resultados
| 21 de fevereiro de 2017 17:00 Relatório | Personal/Bolívar | 3 — 0             | Unilever | Ginásio Poliesportivo Tancredo Neves, Montes Claros |
| 21 de fevereiro de 2017 17:00 Relatório | 25               | Set 1 Set 2 Set 3 | 16 20 11 | Ginásio Poliesportivo Tancredo Neves, Montes Claros |

| 21 de fevereiro de 2017 18:30 Relatório | UPCN/San Juan | 3 — 0             | San Martín | Ginásio Poliesportivo Tancredo Neves, Montes Claros |
| 21 de fevereiro de 2017 18:30 Relatório | 25            | Set 1 Set 2 Set 3 | 13 19 10   | Ginásio Poliesportivo Tancredo Neves, Montes Claros |

| 22 de fevereiro de 2017 17:00 Relatório | Personal/Bolívar | 3 — 0             | San Martín | Ginásio Poliesportivo Tancredo Neves, Montes Claros |
| 22 de fevereiro de 2017 17:00 Relatório | 25               | Set 1 Set 2 Set 3 | 17 13 16   | Ginásio Poliesportivo Tancredo Neves, Montes Claros |

| 22 de fevereiro de 2017 18:30 Relatório | UPCN/San Juan | 3 — 1                   | Unilever    | Ginásio Poliesportivo Tancredo Neves, Montes Claros |
| 22 de fevereiro de 2017 18:30 Relatório | 21 25         | Set 1 Set 2 Set 3 Set 4 | 25 20 21 20 | Ginásio Poliesportivo Tancredo Neves, Montes Claros |

| 23 de fevereiro de 2017 17:00 Relatório | Unilever | 3 — 0             | San Martín | Ginásio Poliesportivo Tancredo Neves, Montes Claros |
| 23 de fevereiro de 2017 17:00 Relatório | 25       | Set 1 Set 2 Set 3 | 13 16      | Ginásio Poliesportivo Tancredo Neves, Montes Claros |

| 23 de fevereiro de 2017 20:00 Relatório | UPCN/San Juan | 0 — 3             | Personal/Bolívar | Ginásio Poliesportivo Tancredo Neves, Montes Claros |
| 23 de fevereiro de 2017 20:00 Relatório | 19 23 19      | Set 1 Set 2 Set 3 | 25               | Ginásio Poliesportivo Tancredo Neves, Montes Claros |

## Finais
- Horários UTC-03:00

|  | Semifinais              | Semifinais              |   |                         | Final                   | Final |  |
|  |                         |                         |   |                         |                         |       |  |
|  | 24 de fevereiro – 20:30 |                         |   |                         |                         |       |  |
|  | Montes Claros Vôlei     | 2                       |   |                         |                         |       |  |
|  | Personal/Bolívar        | 3                       |   |                         |                         |       |  |
|  |                         |                         |   |                         |                         |       |  |
|  |                         |                         |   |                         | 25 de fevereiro – 17:30 |       |  |
|  |                         |                         |   |                         | Sada/Cruzeiro           | 3     |  |
|  |                         | Personal/Bolívar        | 0 |                         |                         |       |  |
|  |                         |                         |   |                         |                         |       |  |
|  |                         |                         |   |                         |                         |       |  |
|  |                         |                         |   |                         | Terceiro lugar          |       |  |
|  | 24 de fevereiro – 18:30 | 24 de fevereiro – 18:30 |   | 25 de fevereiro – 14:30 | 25 de fevereiro – 14:30 |       |  |
|  | Sada/Cruzeiro           | 3                       |   | Montes Claros Vôlei     | 0                       |       |  |
|  | UPCN/San Juan           | 0                       |   |                         | UPCN/San Juan           | 3     |  |

Resultados
Disputa pela Quinta Posição
| 24 de fevereiro de 2017 17:00 Relatório | CA Bohemios | 0 — 3             | Unilever | Ginásio Poliesportivo Tancredo Neves, Montes Claros |
| 24 de fevereiro de 2017 17:00 Relatório | 17 13 18    | Set 1 Set 2 Set 3 | 25       | Ginásio Poliesportivo Tancredo Neves, Montes Claros |

Semifinais
| 24 de fevereiro de 2017 18:30 Relatório | Sada/Cruzeiro | 3 — 0             | UPCN/San Juan | Ginásio Poliesportivo Tancredo Neves, Montes Claros |
| 24 de fevereiro de 2017 18:30 Relatório | 25            | Set 1 Set 2 Set 3 | 21 19 23      | Ginásio Poliesportivo Tancredo Neves, Montes Claros |

| 24 de fevereiro de 2017 20:30 Relatório | Montes Claros Vôlei | 2 — 3                         | Personal/Bolívar | Ginásio Poliesportivo Tancredo Neves, Montes Claros |
| 24 de fevereiro de 2017 20:30 Relatório | 26 21 25 26 10      | Set 1 Set 2 Set 3 Set 4 Set 5 | 28 25 23 24 15   | Ginásio Poliesportivo Tancredo Neves, Montes Claros |

Disputa pelo Terceiro Lugar
| 25 de fevereiro de 2017 14:30 Relatório | Montes Claros Vôlei | 0 — 3             | UPCN/San Juan | Ginásio Poliesportivo Tancredo Neves, Montes Claros |
| 25 de fevereiro de 2017 14:30 Relatório | 22 19 23            | Set 1 Set 2 Set 3 | 25            | Ginásio Poliesportivo Tancredo Neves, Montes Claros |

Final
| 25 de fevereiro de 2017 17:30 Relatório | Sada/Cruzeiro | 3 — 0             | Personal/Bolívar | Ginásio Poliesportivo Tancredo Neves, Montes Claros |
| 25 de fevereiro de 2017 17:30 Relatório | 26 25         | Set 1 Set 2 Set 3 | 24 23            | Ginásio Poliesportivo Tancredo Neves, Montes Claros |

## Premiação
| Campeonato Sul-Americano de Clubes de Voleibol Masculino de 2017 |
| Brasil                                                           |
| ---------------------------------------------------------------- |
| Sada/Cruzeiro Campeão 4° título                                  |

## Classificação Final
| Posição           | Equipe              | Classificação                        |
| ----------------- | ------------------- | ------------------------------------ |
| Medalha de ouro   | Sada Cruzeiro       | Campeonato Mundial de Clubes de 2017 |
| Medalha de prata  | Personal/Bolívar    |                                      |
| Medalha de bronze | UPCN/San Juan       |                                      |
| 4                 | Montes Claros Vôlei |                                      |
| 5                 | Unilever            |                                      |
| 6                 | CA Bohemios         |                                      |
| 7                 | San Martín          |                                      |

## Prêmios individuais
A seleção do campeonato será composta pelos seguintes jogadores:
- MVP (Most Valuable Player): Yoandy Leal